# Municipio de Chalk Level
El municipio de Chalk Level (en inglés: Chalk Level Township) es un municipio ubicado en el condado de St. Clair en el estado estadounidense de Misuri. En el año 2010 tenía una población de 189 habitantes y una densidad poblacional de 2,37 personas por km².

## Geografía
El municipio de Chalk Level se encuentra ubicado en las coordenadas 38°8′46″N 93°47′15″O / 38.14611, -93.78750. Según la Oficina del Censo de los Estados Unidos, el municipio tiene una superficie total de 79.67 km², de la cual 79,44 km² corresponden a tierra firme y (0,28 %) 0,22 km² es agua.

## Demografía
Según el censo de 2010, había 189 personas residiendo en el municipio de Chalk Level. La densidad de población era de 2,37 hab./km². De los 189 habitantes, el municipio de Chalk Level estaba compuesto por el 94,71 % blancos, el 1,06 % eran afroamericanos, el 0,53 % eran asiáticos y el 3,7 % eran de una mezcla de razas. Del total de la población el 1,06 % eran hispanos o latinos de cualquier raza.